# 이상보
이상보(1981년 10월 21일 ~ )는 대한민국의 배우이다.

## 학력
- 중부대학교 연극영화학과 중퇴

## 출연 작품

### 드라마
| 연도 | 방송사 | 제목                                               | 역할   | 비고     |
| ---- | ------ | -------------------------------------------------- | ------ | -------- |
| 2006 | KBS2   | 《투명인간 최장수》                                | 우보현 | 20부작   |
| 2007 | tvN    | 《로맨스 헌터》                                    | 박용성 | 16부작   |
| 2007 | KBS2   | 《며느리 전성시대》                                | 노승유 | 52부작   |
| 2007 | KBS2   | 《못된 사랑》                                      | 오은택 | 20부작   |
| 2011 | KBS2   | 《KBS 드라마 스페셜 연작 시리즈 - 특별수사대 MSS》 | 문정규 | 4부작    |
| 2012 | KBS2   | 《KBS 드라마 스페셜 연작 시리즈 - 강철본색》       | 영돌   | 4부작    |
| 2017 | MBC    | 《죽어야 사는 남자》                               | 고모부 | 우정출연 |
| 2020 | OCN    | 《루갈》                                           | 양문복 | 16부작   |
| 2020 | JTBC   | 《사생활》                                         | 안세진 | 16부작   |
| 2021 | KBS2   | 《미스 몬테크리스토》                              | 오하준 | 100부작  |
| 2023 | KBS2   | 《우아한 제국》                                    | 나승필 | 105부작  |

### 영화
- 2006년 《키사라즈 캐츠아이 월드 시리즈》 - 안니 역
- 2013년 《은밀하게 위대하게》 - 국정원 요원 A 역
- 2020년 《메피스토》 - 주연 한태석 역

### 광고
- 2007년 롯데제과 카스타드
- 2008년 삼성전자 베이징 올림픽 기업 광고